# Семейство белков 14-3-3
Белки 14-3-3 — семейство регуляторных молекул, встречающихся у всех эукариот. Они связываются со множеством других белков, регулируя их функции и тем самым влияя на множество процессов, в том числе регулировку клеточного цикла, контроль метаболизма, апоптоз, контроль транскрипции генов.

## Гены (человек)
Гены семейства и связанные заболевания и патологии:
- YWHAA — «14-3-3 альфа»
- YWHAB — «14-3-3 бета»
- YWHAD — «14-3-3 дельта»
- YWHAE — «14-3-3 эпсилон» (Синдром лиссэнцефалии Миллера-Дикера)
- YWHAG — «14-3-3 гамма»
- YWHAH — «14-3-3 эта»
- YWHAQ — «14-3-3 тау»
- YWHAZ — «14-3-3 зета»